# Абель Матутес
Абель Матутес Хуан (31 жовтня 1941, Ібіса) — іспанський і балеарський політик, юрист, місцевий урядовець і підприємець, національний парламентарій, член 4-го чергового скликання Європарламенту, в 1986—1994 рр. Європейський комісар, з 1996 по 2000 рік — міністр закордонних справ.

## Життєпис
Випускник права та політології Барселонського університету. Працював викладачем, а також підприємцем у галузі туризму та банківської справи.
Займається політичною діяльністю з початку 1970-х. У 1970—1971 роках служив алкадієм в Ібісі, у 1964—1977 роках — віце-президентом офісу, що займався розвитком туризму. Був засновником і лідером балеарської партії Unió Liberal, потім вступив до Народного альянсу, був заступником голови цієї групи. Пізніше став членом Народної партії, ввійшовши до її виконавчого комітету. У 1977—1982 рр. був членом іспанського сенату, потім чотири роки був членом Конгресу депутатів.
У 1986—1994 роках був членом трьох наступних Європейських комісій на чолі з Жаком Делором. Спочатку відповідав за питання кредитування та інвестицій, а також за малі та середні підприємства, потім за середземноморську політику, а згодом за енергетику та транспорт. У 1994 році пішов з Єврокомісії та отримав мандат депутата 4-го скликання парламенту. Засідав у ньому до 1996 року, бувши головою Комітету із закордонних справ, безпеки та оборонної політики. З травня 1996 по квітень 2000 р. був міністром закордонних справ в уряді, який очолював Хосе Марія Азнар.